# Can Felip (Maçanet de la Selva)
Can Felip és una casa de Maçanet de la Selva (Selva) inclosa a l'Inventari del Patrimoni Arquitectònic de Catalunya.

## Descripció
Es tracta d'un immoble que consta de dues plantes; en la planta baixa, trobem per una banda, un ampli portal adovellat, amb les dovelles superiors laterals retallades en forma de trapezi. Les tres dovelles centrals, contenen una inscripció com és una creu de Caravaca i a sota el nom de “Jauma Soris 1569”. Un portal el qual està flanquejat al costat dret, per una simple obertura rectangular. Pel que fa al primer pis, trobem una obertura rectangular de llinda monolítica, amb muntants de pedra i amb el basament motllurat.

## Història
Com molt bé delata la inscripció ubicada en la part superior del portal dovellat, la casa va ser construïda en el 1569 per un personatge conegut com a Jaume Soris. En l'actualitat, la casa continua pertanyent a la mateixa família, amb la variant de què el cognom ha experimentat una modificació, ja que de Soris, ha passat a Suris. La casa ha experimentat múltiples intervencions al llarg del segle xx, amb la finalitat de prolongar la seva vida, així com preservar el seu estat de conservació. Entre les intervencions destacables, cal recordar la del 1979, i també, sobretot, la que s'ha dut a terme en els últims anys, que ha consistit en una neteja i depuració de tota la part superficial de l'immoble, sobretot de la façana, així com la consolidació dels aspectes més delicats de l'estructura.